# Alessandro Manzoni
Alessandro Francesco Tommaso Manzoni (mancóni), italijanski pesnik, pisatelj in dramatik, * 7. marec 1785, Milano, † 22. maj 1873, Milano.

## Življenjepis
Manzoni se je rodil leta 1785 v Milanu v plemiški družini, živel nekaj časa v Franciji, kjer je izmenično prišel pod vpliv razsvetljenstva in romantičnega katolištva, nato se je vrnil v Italijo in do smrti 1873 živel v Milanu.

## Delo
Manzoni je največji italijanski romantik. Njegove največje literarne stvaritve so: poezije Svete himne (Inni Sacri, 1812-1822) napisane v čast praznikom cerkvenega leta; in dve zgodovinski gledališki tragediji Grof Carmangolski (Il conte di Carmangola, 1820) in Adelchi (1822).
Manzoni pa je poleg načelnih spisov o dramatiki in romanu napisal še  zgodovinski roman Zaročenca (I promessi sposi, 1825-1827, predelava 1840-1842), ki velja za vrh romantičnega zgodovinskega evropskega romanopisja. Z njegovo pranečakinjo je bil poročen pisatelj Joža Lovrenčič.